# Medusoide

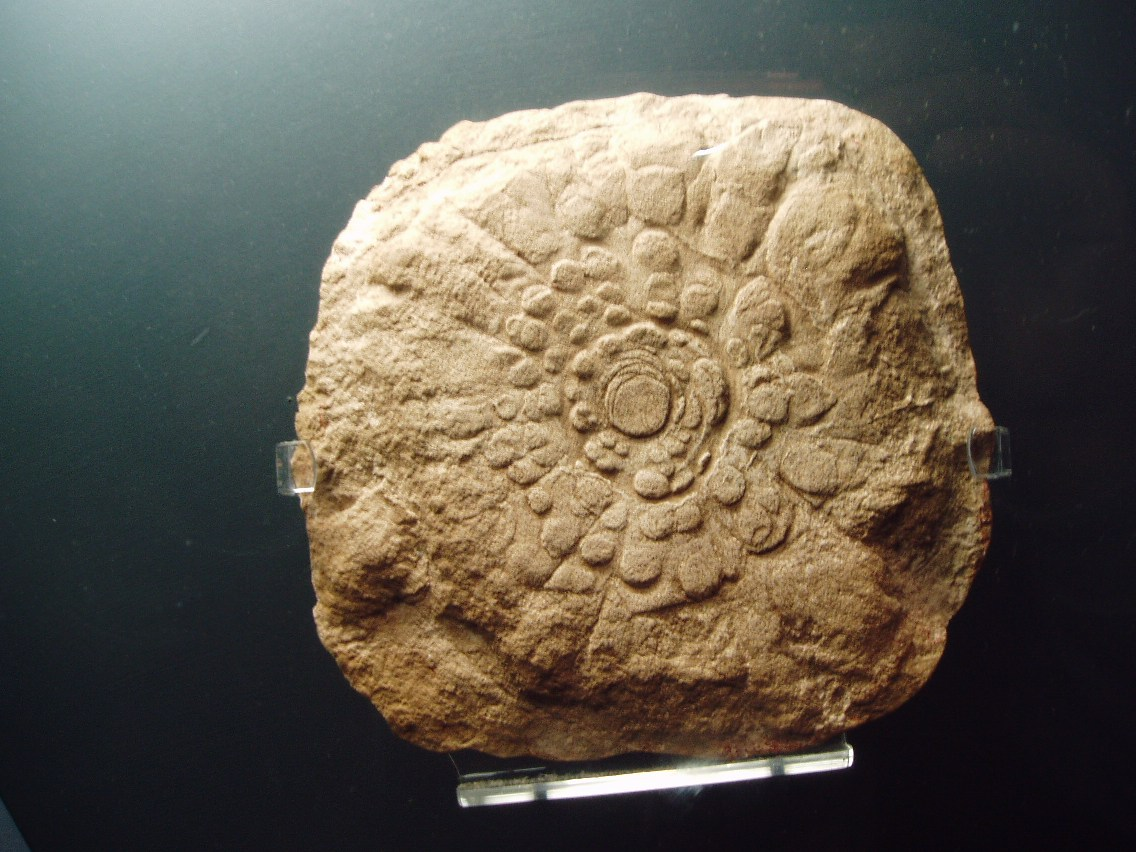
Fósil de Mawsonites, de hasta 35 cm de ancho.

Los medusoides o discoides son aquellos seres extintos que han sido descritos como similares a medusas y que habitaron al final del Precámbrico, durante el período Ediacárico y principios del Cámbrico. Se considera que serían los animales más antiguos, conjuntamente con los petalonamos, pues se han encontrado fósiles desde hace aproximadamente 580 millones de años de antigüedad, y formaron parte de la fauna de Ediacara.
Inicialmente se pensó que fueron nadadores, en realidad se concluyó posteriormente que eran como pólipos o discos bentónicos anclados al fondo marino, o endobentónicos semienterrados. Sistemáticamente ha sido controversial su clasificación, agrupándose generalmente en Cnidaria, aunque probablemente pudieron haber sido vendozoos primigenios.

## Características

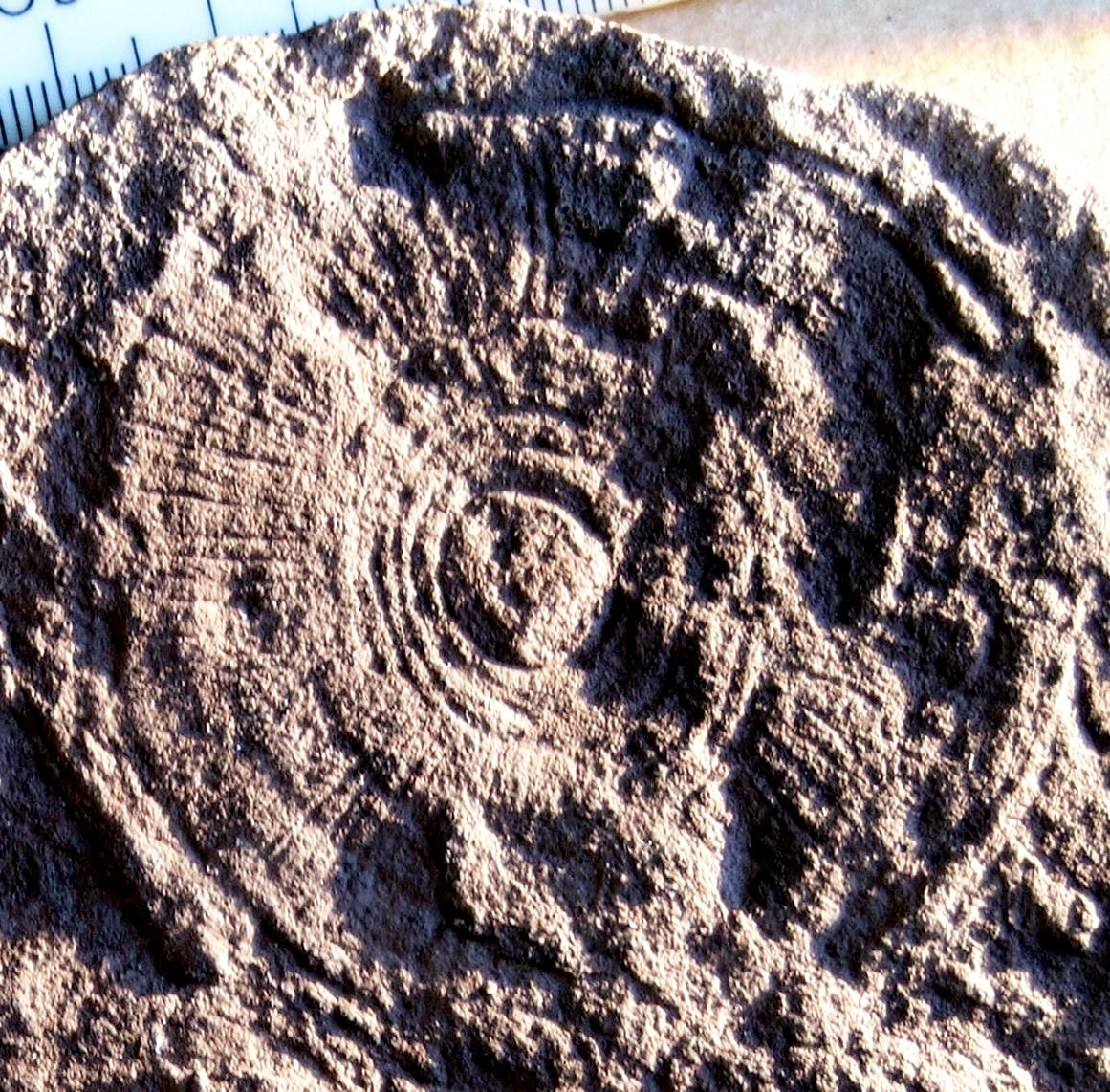
Cyclomedusa

A pesar de que se les comparó con las medusas actuales, en realidad fueron de hábitat bentónico, posándose sobre el fondo del mar y sin habilidad locomotriz. En su mayoría son circulares con pliegues o discos concéntricos, salvo cuando los individuos adyacentes interfieren con el crecimiento de los demás, generando una distorsión. A veces puede haber una formación central algo prominente o puede haber tentáculos. Suelen tener muchas líneas de segmentos radiales, pero las marcas no coinciden con el patrón de la musculatura de las medusas modernas. También existe la hipótesis de que estos organismos podrían haber sido colonias microbianas. Pueden medir desde unos milímetros hasta llegar al metro de diámetro. Su reproducción es asexual, por división o gemación.
Muchas veces se reportan medusoides erróneamente, cuando se trata de procesos inorgánicos que dejan marcas circulares concéntricas o cuando se trata de los bulbos del anclaje de individuos de Petalonamae.

## Historia
Los primeros fósiles descubiertos fueron de Aspidella en 1868, un ser en forma de disco. Su descubridor, el geómetra escocés Alexander Murray, los encontró debajo de los estratos del Cámbrico y postuló que eran los primeros signos de vida. La propuesta fue descartada por sus pares a causa de su forma simple, pues se consideró que eran estructuras de escape de gas o concreciones inorgánicas. Hubo que esperar hasta 1959, cuando Martin Glaessner finalmente reconoció la antigüedad de estos fósiles y de otros nuevos descubrimientos.

## Clasificación
La forma redondeada recuerda a las medusas, por lo que se les clasificó con ellas en Cnidaria o Radiata por mucho tiempo, particularmente en las clases Scyphozoa o Hydrozoa; incluso se sostuvo que de los 7 grupos de cnidarios representados en la fauna de Ediacara, 4 parecen ser ancestrales de los taxones vivos. 
Sin embargo, estos fósiles no presentan claramente características típicas de las medusas como tentáculos bien definidos, marcas musculares, gónadas, ni presencia de cnidoblastos; por el contrario, fósiles bien preservados indican que en realidad las verdaderas medusas más antiguas tienen 505 Ma, durante el Cámbrico Medio, medían menos de un centímetro y presentan similitud con las medusas actuales.
Hoy se consideran un enigma evolutivo, no se les ha asignado un filo y podrían estar relacionados con el hipotético grupo Vendobionta, dada su antigüedad y simplicidad.

## Géneros
Los siguientes géneros ediacáricos pueden ser morfológicamente medusoides y ser redondos, radiados y con alguna estructura central concéntrica; o pueden tener otras formas y han sido clasificados como cnidarios o celentéreos según los autores.
- Arkarua †
- Aspidella †
- Brachina †
- Corumbella †
- Cyclomedusa †
- Eoporpita †
- Ediacaria †
- Eoandromeda †
- Haootia † (polipoide)
- Hiemalora † (anemonoide)
- Inaria † (?)
- Kimberella † (moluscoide)
- Mawsonites †
- Medusina †
- Nimbia †
- Pomoria †
- Solza †
- Studenicia †

Luego, durante el Cámbrico, se propone el siguiente grupo de medusoidesː
- Clase Psammocorallia
  - Asterosoma †
  - Beltanelliformis †
  - Brooksella †
  - Nemiana †
  - Protolyellia †
  - Spatangopsis †